# 白塔镇 (淄博市)
白塔镇，是中华人民共和国山東省淄博市博山区下辖的一个乡镇级行政单位。

## 行政区划
白塔镇下辖以下地区：
白塔社区、小梁庄社区、赵庄社区、簸箕掌社区、大海眼社区、小海眼社区、小庄社区、罗圈社区、石佛社区、饮马社区、西阿村、因阜村、国家村、小店村、北万山村、南万山村、东万山村、北峪村和掩的村。

## 人口
2010年中国第六次人口普查时，白石镇共有人口33688人。共有家庭9129户，平均每户3.60人。14岁以下的少年儿童共5410人，占总人口16.05%；15-64岁人口共24945人，占总人口74.04%；65岁及以上的老年人共3333人，占总人口的9.893%。男性共计16948人，占总人口50.30%；女性共计16740，占总人口49.69%。本地居住的人口中，拥有本地户籍的人口为32919人，占97.71%。